# Parlamentsvalet i Spanien 2011
Parlamentsvalet i Spanien 2011 hölls den 20 november 2011. Spaniens parlament, Cortes Generales, består av ett underhus vid namn Congreso de los Diputados och ett överhus vid namn Senado de España, och valet handlade om dessa 350 respektive 208 platser. På kvällen den 20 november kunde konservativa Partido Popular, lett av Mariano Rajoy, förklara sig som vinnare.

## Valresultat
| Parti                             | Partiledare                | Röstfördelning | Röstfördelning | Röstfördelning | Mandatfördelning | Mandatfördelning |
| Parti                             | Partiledare                | Antal          | %              | +/− %          | Antal            | +/−              |
| --------------------------------- | -------------------------- | -------------- | -------------- | -------------- | ---------------- | ---------------- |
| Partido Popular                   | Mariano Rajoy              | 10 866 566     | 44,63          | +4,69          | 186              | +32              |
| Socialdemokraterna - PSOE         | Alfredo Pérez Rubalcaba    | 7 003 511      | 28,76          | -15,11         | 110              | -59              |
| Izquierda Unida                   | Cayo Lara                  | 1 686 040      | 6,92           | +3,16          | 11               | +9               |
| Enhet, framsteg och demokrati     | Rosa Díez                  | 1 143 225      | 4,70           | +3,51          | 5                | +4               |
| Convergència i Unió               | Artur Mas                  | 1 015 691      | 4,17           | +1,14          | 16               | +6               |
| Amaiur                            | Iñaki Antigüedad           | 334 498        | 1,37           | +1,37          | 7                | +7               |
| Baskiska nationalistpartiet       | Iñigo Urkullu              | 324 317        | 1,33           | +0,14          | 5                | -1               |
| Esquerra Republicana de Catalunya | Marta Rovira i Vergés      | 256 985        | 1,06           | -0,10          | 3                | –                |
| Bloque Nacionalista Galego        | Guillerme Vázquez          | 184 037        | 0,76           | -0,07          | 2                | –                |
| Coalición Canaria                 | Claudina Morales           | 143 881        | 0,59           | -0,09          | 2                | –                |
| Coalició Compromís                |                            | 125 306        | 0,51           | +0,51          | 1                | +1               |
| Foro Asturias                     | Francisco Álvarez Cascos   | 99 473         | 0,41           | +0,41          | 1                | +1               |
| Geroa Bai                         | Uxue Barkos                | 42 415         | 0,17           | +0,17          | 1                | +1               |
| Totalt (68,94% deltagande)        | Totalt (68,94% deltagande) |                | 98,63          | –              | 350              | –                |